# Het bevroren vuur
Het bevroren vuur is het tweeëntwintigste stripverhaal uit de reeks van Suske en Wiske. Het werd geschreven en getekend door Willy Vandersteen. Het is gepubliceerd in De Standaard en Het Nieuwsblad van 29 oktober 1951 tot en met 8 maart 1952. 
De eerste albumuitgave was in 1952, destijds in de Vlaamse ongekleurde reeks met nummer 15. In 1973 werd het verhaal in de Vierkleurenreeks heruitgegeven met albumnummer 141. De geheel oorspronkelijke verhaalversie verscheen in 1995 opnieuw in Suske en Wiske Klassiek.

## Locaties
- België, huis van tante Sidonia, hutje in de duinen, IJsland, burcht Kilhart[1] met dijk naar het vasteland, kasteel Frigoria, ijsgrot van de lemmingen

## Personages
- Suske, Wiske met Schanulleke, tante Sidonia, Lambik, visverkoper, kapitein Boesterink, Pingwin[2] (dwerg en nar van de koning), koning Hermelijn en zijn dochters Krem, Alag, Las, Vani, Hil, Jeh, Choc, Ogla, Seeh, Dam, Bela, Anche, Sirhena[3] (koningin, zeemeermin), Friskho de Viking, Frigoriaanse wachters, sneeuwvrouw, bendeleider van de lemmingen, walvis, ijsberen

## Het verhaal
Als Lambik zin heeft in gerookte haring, blijkt die niet meer te krijgen te zijn vanwege een staking bij de landelijke vakbond van haringvissers. De vissers willen de zee niet meer op, omdat er een snek gezien is: een Vikingschip waarmee de Vikingen in de elfde en twaalfde eeuw de zeeën onveilig maakten. Dit schip heeft al meerdere visserssloepen aangevaren.
Kapitein Boesterink van de “Zilveren Haring” komt Lambik om hulp vragen. Lambik en de kapitein gaan samen naar de kust. Tante Sidonia volgt enkele dagen later met Suske en Wiske. Lambik houdt de zee nu in de gaten als garnalenvisser. Hij heeft ook de boot “de Rolmops” gekocht. Als ze ’s nachts een toeter van een schip in nood horen, varen ze uit. Ze zien de Snek en proberen die tot zinken te brengen, maar dan loopt de "Rolmops" op een zandbank. De vrienden weten even later aan boord te komen van de Snek, die eveneens is vastgelopen. Ze zien attributen van een gestorven Vikingkoning aan boord. De Snek raakt los en vaart weg nadat tante Sidonia zich heeft verkleed als zeemeermin. Het schip wordt gevolgd door een onbekende op een vlot, die even later ook aan boord van de Snek komt. De vrienden drinken uit een fles die deze geheimzinnige persoon achterlaat, waarna ze allemaal bedwelmd raken. Even later wordt tante Sidonia ontvoerd door de geheimzinnige. Het is de dwerg Pingwin.
Suske, Wiske en Lambik ontwaken op een vlot tussen de ijsschotsen. Lambik laat door een sprong het vlot zinken, waarna hij in gevecht raakt met een ijsbeer en uiteindelijk wint. Even later stuiten ze op de restanten van de Snek, die is vergaan. De vrienden vinden ook  Sidonia terug op een ijsberg, ze wordt nu bedreigd door Pingwin. De dwerg geeft zich  over aan de vrienden. Hij vertelt dat hij de nar is van koning Hermelijn, die woont op het middeleeuwse kasteel Frigoria. Friskho de Viking begeerde Sirhena, de vrouw met wie koning Hermelijn is getrouwd, ook. Zij koos uiteindelijk voor Hermelijn. De wraakzuchtige Frishko liet daarop bij zijn burcht een dijk bouwen naar het vasteland om de warme golfstroom tegen te houden, waarna het kasteel bevroor. Sirhena redde een lemming van een roofvogel. Als dank schonk de lemming haar stem wondere machten en ook haar kinderen zouden door de klank worden aangetrokken. De warme gloed van hun liefde straalde door het kasteel en de koning werd hierdoor gered. Friskho maakte echter een toverdrank en hierdoor veranderde de koningin half in een vis. Ze bezat echter ook in haar gedaante als zeemeermin nog haar aanlokkelijke stem en werd ontvoerd. 
In het kasteel aangekomen bevriezen alle vrienden door de betovering, behalve Wiske. Ze hoort van een lemming dat het haar onvoorwaardelijke liefde voor Schanulleke is die voor warmte zorgt. Wiske ontdooit haar vrienden en de koning. Lambik redt de jonge prinsesjes van een roedel wolven. 
Friskho arriveert met zijn mannen en Lambik verdedigt de kinderen in een grot. Pingwin komt met de Frigoriaanse wachters en ze gaan naar het kasteel. In Kilhart maakt Friskho vogelzangzaad, waardoor Sirhena moet zingen. De kinderen gaan ’s nachts op weg naar hun moeder, aangetrokken door haar stem. Ze komen op een ijsschots en de Viking probeert de vrienden tegen te houden, maar dit mislukt. De Zwarte Schrik der Zeeën wordt uit de burcht vrijgelaten; het is een walvis met kiespijn. De prinsesjes komen in de bek van de walvis terecht. Bela, een van hen, houdt een stuk ijs tegen de zere kies van het dier houden en ze worden uitgespuugd. Lambik geneest de kies van de walvis en als dank brengt het dier de kinderen naar Frigoria. 
Lambik gaat naar de burcht en ziet een sneeuwvrouw, die hem smeekt Friskho niet te doden. Als de klok middernacht slaat verdwijnt de sneeuwvrouw. Lambik kan de Vikingen verslaan en bevrijdt de zeemeermin, maar de sneeuwvrouw verschijnt weer. Zij helpt Friskho, en Lambik en Sirhena worden opgesloten. Suske en Pingwin gaan naar het kasteel, de prinsesjes gaan stiekem op de walvis terug om hun moeder te redden. Wiske wordt ontvoerd en Schanulleke blijft buiten achter. De koning bevriest nu Wiske weg is. Suske en tante Sidonia gaan met een Snek naar de burcht. Tante Sidonia gaat met een pak naar boven, ze brengen de koning naar de poort. 
Wiske komt bij Lambik en Sirhena en zien dat hun vrienden een valstrik klaarmaken. De sneeuwvrouw helpt Friskho echter opnieuw en hij bedankt haar, maar ze wil nog niet zeggen wie ze is. De vrienden worden opgesloten. Alleen de bendeleider van de lemmingen uit de bergen zou toestemming kunnen geven om dit te zeggen. Friskho wil Schanulleke stukslaan, maar een lemming kan het popje redden. Friskho komt in een ijsgrot en de bendeleider vertelt dat de sneeuwvrouw ooit een machtige koningin is geweest, ze ging niet naar de geestenwereld door haar slechte daden en kreeg van de Grote Geest van IJsland de kans als sneeuwvrouw de dingen goed te maken. Ze vertellen dan dat het boze plan is mislukt en de sneeuwvrouw is teleurgesteld als ze hoort dat Friskho de koning wilde doden. Friskho ontsnapt voordat hij hoort wie de sneeuwvrouw is en koning Hermelijn ontdooit nadat een lemming Schanulleke naar Wiske heeft gebracht. Dan laat Friskho vanuit de zolder van de kerker speren naar beneden komen en de scherpe punten bedreigen de vrienden. Lambik offerte zich op door als schild bovenop de anderen te liggen. Friskho wil de prinsesjes doden, maar die kunnen de Vikingen verjagen door hun oorverdovende gejammer. Hij laat daarop de speren helemaal zakken, maar dankzij Lambik overleeft iedereen.
De sneeuwvrouw blijkt nu de geest van Frishko's overleden moeder te zijn, die hem vroeger nooit strafte. Ze geeft hem nu alsnog een flink pak slaag, en Friskho toont hierop berouw voor zijn slechtheid. Zijn moeder vindt hierdoor nu rust en verdwijnt. Sirhena wordt onttoverd en de Vikingen breken de dijk af. Het kasteel ontdooit en de streek wordt weer groen, de walvis zet de vrienden af bij het kasteel. Na een tijdje vertrekken ze weer naar hun thuisland met de Snek.

## Achtergronden bij het verhaal
- Een aantal namen van personages zijn woordspelingen op soorten ijs. Friskho is een woordspeling op frisco.  De kinderen Krem, Alag, Las, Vani, Hil, Jeh, Choc, Ogla, Seeh, Dam, Bela en Anche verwijzen naar respectievelijk crème à la glace (Frans voor roomijs, in Vlaams dialect ook vaak gebruikt), "vanille", "choco glacé" (Frans voor chocolade-ijs) en "dame blanche".
- Ook Frigoria is een woordspeling. Het verwijst naar het populaire dialectwoord "Frigo" (koelkast).
- De naam van kapitein Boesterink verwijst naar het dialectwoord voor bakharing.